# 小行星1213
小行星1213（1213 Algeria）是一颗绕太阳运转的小行星，为主小行星带小行星。该小行星于1931年12月5日发现。
該小行星以阿爾及利亞命名。

## 轨道参数
小行星1213的轨道半长轴为3.1415717 UA，离心率为0.129。